# Robert Alberts (personage)
Robert Alberts is een personage uit de Nederlandse soapserie Goede tijden, slechte tijden. Robert wordt gespeeld door acteur Wilbert Gieske en debuteerde in de eerste aflevering op 1 oktober 1990.
Het personage van Robert Alberts was oorspronkelijk een Nederlandse bewerking van het personage Clive Archer uit The Restless Years. Volgens de Australische scripts zou de rol enkel voor 100 afleveringen zijn, maar Robert Alberts, mede door de inzet van uitvoerend producent Olga Madsen, een min of meer permanente rol gekregen.
Gieske onderbrak zijn werkzaamheden bij de soap tussen juni 2008 en november 2015. Met ingang van november 2015 is Gieske, met tijdelijke onderbrekingen, op een terugkerende basis in de serie te zien. Op 18 mei 2016 kwam Robert even terug voor zijn zoon Sil. Op 30 juni vertrok Robert met zijn geliefde Maxime Sanders weer naar Frankrijk. In 2018 was Gieske als Robert Alberts te zien in Nieuwe tijden. In 2019 kwam Robert naar Meerdijk om voor Sinterklaas te spelen. Op 1 oktober 2020 keerde Gieske vanwege het 30-jarig bestaan voor één aflevering terug. Na een tijd afwezigheid maakte Gieske op 4 maart 2025 wederom een tijdelijke rentree.

## Levensverhaal
Robert is de oudere broer van Jef Alberts. Robert en Jef werken beiden in het bedrijf van hun vader. Wanneer ze beiden begin 20 zijn, krijgen ze een stevige ruzie. De charmes van Karin Mulder spelen de beide heren parten; Robert is haar verloofde, maar Karin wordt uiteindelijk verliefd op Jef en dit blijkt wederzijds te zijn. Hij treedt in het huwelijk met Karin. Robert is hier kapot van en met Jef verloopt het contact sindsdien stroef. Wanneer er weer eens ruzie is, verbreken de broers het contact.
Inmiddels is Robert in een opwelling getrouwd met Laura Selmhorst. Ze krijgen een zoon, Arnie, en hun huwelijk lijkt gered, hoewel Robert de verleiding van andere vrouwen niet kan weerstaan. Zijn affaire met Stephanie Kreeft is hier een voorbeeld van. Toch komt Robert terug bij Laura, die opnieuw in verwachting raakt. Vervolgens vertrekken Robert en Laura naar Amerika waar hun dochter Lotje geboren wordt.
In seizoen 1 heeft Suzanne Balk problemen met haar jongere zusje Adrie en reist samen met Arnie naar haar toe. Suzanne besluit met Adrie te gaan praten. Ondertussen zoekt Arnie zijn oom en tante op. Karin en Jef zijn allebei heel erg blij met het bezoekje van Arnie; Arnie is geïnteresseerd in zijn familie, en spreekt regelmatig met ze af. Dan komt Robert onverwachts over uit Amerika en hij is niet bepaald blij dat Arnie contact met zijn familie heeft gezocht. Omwille van Arnie zet Jef echter zijn trots opzij en gaat met Robert praten, zo staan Robert en Jef na 14 jaar weer oog in oog met elkaar. Jef gooit dan het hele verhaal weer op tafel en Arnie komt erachter wat er zich vroeger heeft afgespeeld. Karin maakt Robert duidelijk dat hij het toch nog goed heeft getroffen met Laura, en hoewel Jef en Robert anderen (maar vooral zichzelf) proberen wijs te maken dat ze het nooit met elkaar hebben kunnen vinden, praten ze toch de ruzie uit en blijken weer als broers met elkaar om te kunnen gaan. Jefs gezin (Jef, Karin, John en later Dian) trekt in bij Arnie op verzoek van Robert, die dan weer naar Amerika vertrekt.
Ondertussen blijkt Robert in Amerika nog steeds de bloemetjes buiten te zetten. Laura keert terug zonder Lotje omdat ze die niet mee kon nemen. Uiteindelijk gaat Laura toch weer terug naar Robert, maar komt enige tijd later toch weer naar Nederland en nu met Lotje. Maar wanneer Robert van Arnie hoort dat Lotje ernstig ziek is, keert hij voorgoed terug en uiteindelijk verzoent hij zich weer met Laura. Wanneer Lotje overlijdt, komt de familie Alberts uiteindelijk dichter bij elkaar. Robert en Jef richten na wat misverstanden het reclamebureau Alberts & Alberts op dat enige tijd later fuseert met het modellenbureau Flash van Suzanne, Daniël en Janine (AA&F). Ondertussen heeft Robert een affaire gekregen met Arnies ex-vriendin Linda Dekker, tot grote woede van Laura. Nadat Laura op haar beurt affaires heeft met Tessel en Stan, keert de rust toch weer terug in het huwelijk. Wanneer dan Arnie vermist raakt, krijgen beiden opnieuw een klap te verduren. Uiteindelijk nemen ze Julian Verduyn als pleegzoon in huis, maar wanneer hij vertrekt valt het huwelijk na slippertjes aan beide kanten, waarbij Laura onder meer een kortstondige relatie heeft met Philip van Alphen en Robert een nacht het bed deelt met Bowien Galema. Dit laatste betekent de definitieve doodssteek voor hun huwelijk. Bowien heeft de vrijpartij stiekem met een videocamera vastgelegd en zorgt dat Laura het filmpje te zien krijgt. Laura gooit Robert het huis uit en de twee zijn nu voorgoed uit elkaar. Wel bouwen Robert en Laura nadien weer een ijzersterke vriendschap op.
Robert krijgt hierna een korte relatie met Meike Griffioen, die later echter uiteindelijk voor Ludo Sanders kiest. Valerie en hij hebben een serieuzere relatie, maar uiteindelijk kiest ook zij voor Ludo. Robert komt er ondertussen achter dat hij nog een zoon en een kleinzoon heeft. Dan denkt Robert bij Barbara rust te vinden in de liefde. Dit gaat enige tijd goed, totdat Robert zich rusteloos begint te voelen, zowel bij Barbara als in de stad waar hij zoveel heeft meegemaakt.
Hij krijgt een baan in Tokio aangeboden en vertrekt uit het land. Van Laura krijgt hij nog de haarplukken van Arnie en Lotje.

## Ontwikkeling in de tijd
Robert begint als een charmante zakenman. Hoewel hij de huwelijkse trouw niet altijd al te serieus neemt, is hij een goede vader voor Arnie en houdt hij op zijn manier van Laura. Toch wordt Robert trouwer naarmate de jaren vorderen en ook minder zakelijk en kil, net als Jef komt hij erachter dat carrière niet alles is. Zijn werk is ook regelmatig veranderd, aan Arnie vertelde hij dat hij zijn studie nooit heeft afgemaakt, maar voor een baan in de reclamewereld ging. Enige tijd voor seizoen 1 richten Robert, Daniël en Nico Stenders 'Reclamebureau Stenders' op, met Nico aan het hoofd. Daar werkt Robert tot hij en Jef A&A oprichten eind seizoen 3, dat fuseerde tot AA&F, AA&V en vervolgens een doorstart krijgt als 'de Garage' waarna ze besluiten dat A&A toch het beste klinkt. Nadat Ludo A&A heeft overgenomen werken Jef en Robert nog enige tijd tegen wil en dank voor Ludo, totdat Robert weer een eigen bedrijf begint met Barbara: Alberts & Fischer. Met zijn deel van het bedrijf vertrekt hij uiteindelijk naar Tokio.
Robert woont nu in Frankrijk waar ook Jef is neergestreken na de verkoop van bar de Koning.

### Banen
- Commercieel manager "Stenders" (1990-1993)
- PR-medewerker "Naamloze uitgeverij" (1990)
- Mede-eigenaar en reclameman "Alberts&Alberts" (1993-1999, 2002-2005, 2015)
- Mede-eigenaar en reclameman De Garage (2000-2002)
- Reclameman "Sanders Inc." (2005-2006)
- Hoofd advertisement "Alvida" (2006-2007)
- Mede-eigenaar en reclameman "Alberts&Fischer" (2007-2008)
- Reclameman "Naamloos, Japans reclamebureau" (2008-2013)

## Relaties
- Laura Selmhorst (relatie/getrouwd, 1972–1992)
  - Dennis Alberts (1975)
    - Noud Alberts (1991)

  - Lotje Alberts (1992)
- Hanneke Mus (affaire, 1981)
  - Daantje Mus (1981)
  - Milan Alberts (1981)
- Stephanie Kreeft (affaire, 1990)
- Laura Selmhorst (relatie/getrouwd, 1993–1998)
  - Julian Verduyn (1978, geadopteerd)
- Linda Dekker (affaire, 1994)
- Mira Brandts Buys (affaire, 1996)
- Bowien Galema (relatie, 1998)
- Laura Selmhorst (relatie, 1998–2000)
- Bowien Galema (affaire, 1999)
- Meike Griffioen (relatie/verloofd, 2000–2001)
- Laura Selmhorst (one-night-stand, 2003)
  - Sil Selmhorst (2003)
- Valerie Fischer (relatie, 2003–2004)
- Barbara Fischer (relatie/verloofd, 2005–2008)
- Linda Dekker (affaire, 2005)
- Linda Dekker (relatie, 2015)
- Maxime Sanders (relatie, 2016–2017)

(*) Vanaf seizoen 1 tot en met seizoen 15 werd Arnie gezien als de biologische zoon van Robert en Laura, een retcon uit het 16e seizoen heeft ervoor gezorgd dat hij verwisseld zou zijn met Dennis als baby.